# جغرافيا تايوان
جمهورية الصين (باللغة الصينية: 中華民國|中华民国) والمعروفة أكثر باسم أكبر جزرها تايوان أو تَيوان، هي جزيرة تقع بالمحيط الهادي في شرق آسيا ويفصلها عن الصين مضيق تايوان، ولا تتجاوز المسافة بينها وبين الصين 140 كم. تتكون تايوان من جزيرة فورموزا وعدد آخر من الجزر الصغيرة أبرزها البيكادورس، كينمن، ماتسو، وجزر أخرى صغيرة. مساحة تايوان 36962 كيلو متراً مربعاً ويمر بوسطها مدار السرطان. الجزيرة مستطيلة الشكل. تشكل المرتفعات نصف مساحتها تقريباً وتتركز في الجانب الشرقي وتنحدر أرضها إلى تلال ثم سهول في الغرب. أنهارها صغيرة سريعة الجريان ومعظمها يتجه إلى الغرب.
مناخ تايوان موسمي ينتمي إلى النوع المداري في الجنوب وشبه المداري في الشمال. أمطارها تسقط في الصيف والشتاء وهي غزيرة بشكلٍ عام، وتهب عليها الأعاصير البحرية في نهاية فصل الصيف وتغطي الغابات نصف مساحتها.

## الحياة البرية

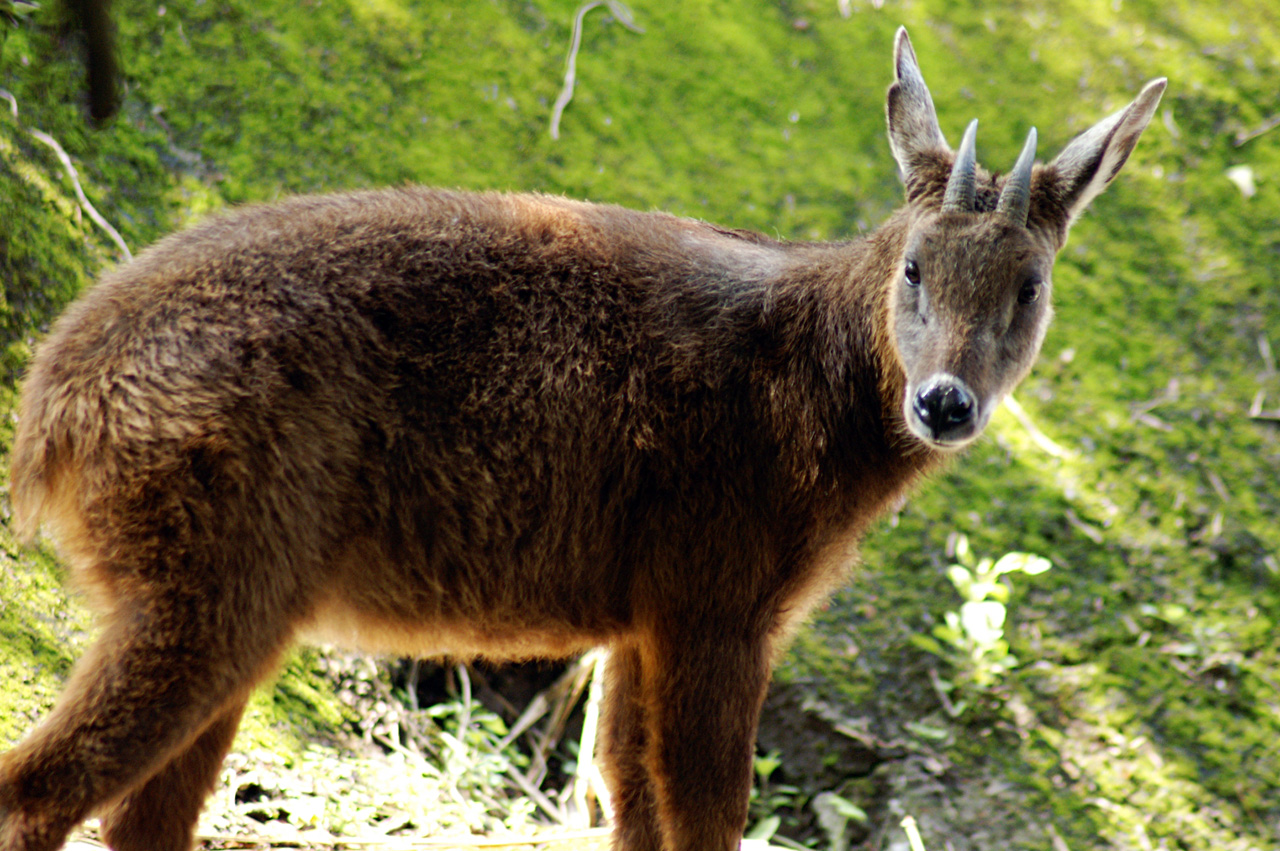
سيرو تايواني

كان الغطاء النباتي في تايوان متنوعاً قبل الاستيطان البشري الواسع الذي شهدته الجزيرة فانتشرت الغابات المطرية الاستوائية في السهول، فيما انتشرت الغابات المعتدلة والغابات الشمالية والنباتات الألبية في المناطق التي ازداد ارتفاعها. هُذِّبت معظم السهول والتلال منخفضة الارتفاع الواقعة في غربي وشمالي الجزيرة لأجل استعمالها في الزراعة منذ وصول المهاجرين الصينيين خلال القرنين السابع عشر والثامن عشر. أمَّا الغابات الجبليَّة فتتميز بتنوعها الكبير فتتوطنها عدة أنواع نباتيَّة مثل السرو الفورموزي وشوح كاواكامي، في حين كان الكافور منتشراً في المناطق الأقل ارتفاعاً. كما تُعد تايوان موطناً لعدد من أنواع الطيور.
انتشرت في المناطق الجبلية قبل التحول الصناعي الذي شهدته البلاد عدة أنواع حيوانية مثل تدرج سوينهو وعقعق تايوان الأزرق وغزال السيكا الفورموزي والأونكورينكس ماسو الفورموزي. انقرضت بعض هذه الأنواع الآن، والكثير الآخر منها تعد أنواعاً مهددةً بالانقراض.
يُلاحظ وجود عدد قليل نسبياً من اللواحم في تايوان ينحصر على 11 نوعاً ومنها النمر الملطخ الفورموزي والقضاعة اللذان يُرجح انقراضهما. أكبر حيوانات الجزيرة اللاحمة هو الدب الفرموزي الأسود وهو نوع نادر ومهدد بالانقراض.

## الحدائق الوطنية
تُظهر الحدائق الوطنية البالغ عددها تسعة تنوع كل من تضاريس تايوان وأشكال الحياة البرية عليها وما تشتمل عليه من أنواع نباتية وحيوانية. تتميز حديقة كنتينغ الوطنية (墾丁國家公園) الواقعة أقصى جنوب تايوان بشعابها المرجانية الزائدة تكتونياً وغابتها الاستوائية الرطبة ونظمها البيئية البحرية، في حين تتسم حديقة إيشان الوطنية (玉山國家公園) بتضاريسها الألبية وبيئتها الجبلية وتنوع غاباتها حسب الارتفاع، كما يوجد فيها أطلال أثرية لطريقٍ قديمٍ، في حين أن حديقة يانغمينغشان الوطنية (陽明山國家公園) فهي ذات تكوين جيولوجي بركاني فتنتشر فيها الينابيع الحارة والشلالات وبها غابة أيضاً. أمَّا حديقة تاروكو الوطنية (太魯閣國家公園) فيوجد فيها أخدود رخامي وجرف وجبال متطوية. وتتصف حديقة شي-با الوطنية (雪霸國家公園) بنُظمها البيئية الألبية وتضاريسها الجيولوجية وأوديتها التي تخترقها جداول مائية. ويوجد في حديقة كنمن الوطنية (金門國家公園) الواقعة في أرخبيل كنمن عدد من البحيرات والمناطق الرطبة وتتميز بطوبوغرافيتها الساحلية وجزيرتها على شكل الحيوانات والنباتات. حديقة آتول دونغشا الوطنية (東沙環礁國家公園) وبها آتولات براتاس الشعابية والتي تتميز بنظامها البيئي البحري الفريد من نوعه وتنوعها البيئي وهي أحد المواقع الأساسية للموارد والثروات البحرية في بحر الصين الجنوبي ومضيق تايوان.